# Ernesto Drangosch
 Ernesto Drangosch (Buenos Aires, 22 de gener de 1882 - 26 de juny de 1925) fou un compositor argenti.
Feu els seus primers estudis al Conservatori de Buenos Aires, perfeccionant-los més tard a Berlín sota la direcció dels mestres Barth, Ansorge, Bruch i Humperdinck, sent nomenat el 1905 professor del Conservatori de la seva ciutat natal.
Donà nombroses audicions i va dirigir amb encert els concerts del Club del Mar del Plata, interpretant magistralment les obres dels compositors argentins.
Les seves composicions principals són:
- Albumblat;
- una Sonata;
- dues Serenates espanyoles;
- diverses peces característiques;
- una Fantasia;
- una Suite;
- un Concert per a piano i orquestra;

Sent potser la millor de les seves produccions la titulada Variacions sobre un tema original.